# 卢·奥滕斯
卢·奥滕斯（Lou Ottens，1926年6月21日—2021年3月6日）又譯劳德维克·奥登司，是荷兰工程师和发明家，他是卡式录音带發明者。飛利浦是他一生中唯一的僱主。1952年，奥滕斯加入飛利浦。1960年，卢·奥滕斯晉升飞利浦产品开发部负责人，並與其团队開始研發卡式录音带。1963年，卡式录音带在柏林无线电电子展（Berlin Radio）亮相。卢·奥滕斯後又涉足開發光盘。1986年，卢·奥滕斯退休。2021年3月6日，卢·奥滕斯在家中去世。